# Johann Böse (Fabrikant)
Johann Böse (* 26. Mai 1739 in Stotel; † 7. Dezember 1804 in Bremen) war ein deutscher Zuckerfabrikant in Bremen.

## Leben
Der Sohn eines mittellosen Kleinbauern in Stotel wurde mit 17 Jahren von einem entfernten Verwandten in dessen Hamburger Zuckerfabrik als Arbeiter eingestellt. Mit Fleiß und Bildungshunger arbeitete sich Böse in die Technologie des Zuckersiedens ein, so dass er eine von Heinrich Carl von Schimmelmann ausgelobte Preisfrage am besten beantwortete, daraufhin zum Werkmeister in dessen Kopenhagener Zuckerfabrik, der größten Nordeuropas, avancierte und darüber hinaus zum Vertrauten des Großkaufmanns wurde. Dieser hatte, profitierend vom atlantischen Dreieckshandel ein enormes Vermögen gemacht. Mit dessen Neffen Heinrich Ludwig von Schimmelmann ging Böse 1766 für drei Jahre auf die dänisch-westindischen Zuckerrohrplantagen der Familie. Die dort herrschenden erbarmungslosen Bedingungen der Sklavenarbeit sollen zu Konflikten und schließlich zur Trennung von den Schimmelmanns geführt haben.
Mit seinen dort gewonnenen Mitteln, Erfahrungen und Kenntnissen machte Johann Böse sich dann in Bremen selbständig. 1770 erwarb er das Bremer Bürgerrecht und richtete in der Wachtstraße 27, also in der Nähe des Schiffsanlegeplatzes an der Schlachte eine Zuckersiederei ein. 1772 heiratete er Gesine Otten aus der Nähe seines Geburtsortes, eine tüchtige Frau, die in den letzten Lebensjahren Böses die Geschäfte der florierenden Raffinerie weiterführte. Einige der in das Unternehmen geholten Brüder und Neffen Böses machten sich später als Zuckerfabrikanten in Bremen selbständig. So spielte die Familie Böse eine überragende Rolle im nicht unbedeutenden Bremer Zuckerhandel. Von den eigenen Kindern brachte es Heinrich Böse zu einigem Nachruhm in der Bremer Geschichte: er stellte 1814 das Freiwillige Bremische Jäger-Korps auf, das er als „Hauptmann“ gegen Napoleon führte. Nach dem Tod der Mutter 1825 verkaufte er seine Zuckerfabriken und verließ Bremen.